# Lista de prefeitos de Ascurra

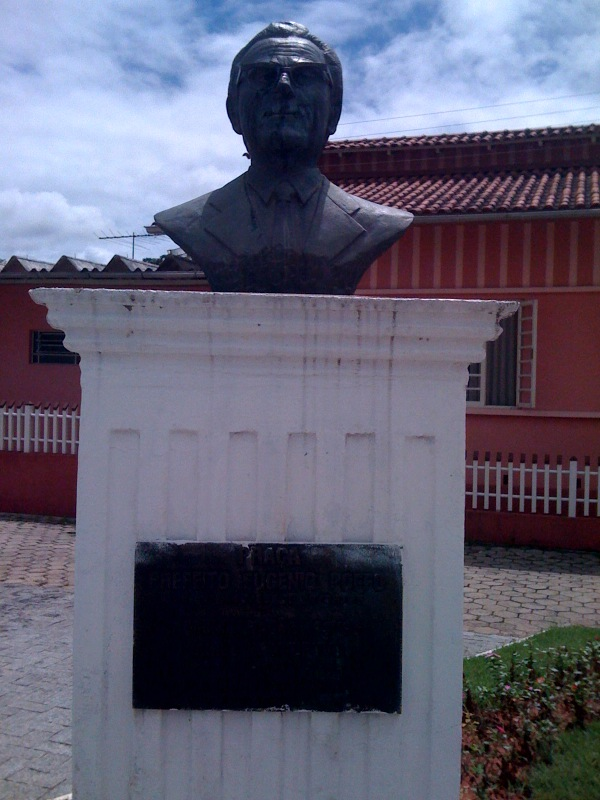
Busto de Eugênio Poffo, ex-prefeito de Ascurra, em frente à Prefeitura Municipal.

Esta é a lista de prefeitos e vice-prefeitos do município de Ascurra, município brasileiro da região sul, localizado no estado de Santa Catarina, na mesorregião do Vale do Itajaí, microrregião de Blumenau. Localiza-se a uma latitude 26º57'19" sul e a uma longitude 49º22'32" oeste, estando a uma altitude de 88 metros. Sua população estimada em 2020 foi de 7.978 habitantes. Possui uma área de 111,67 km².
Sob a vigente ordem constitucional, essa designação é dada ao funcionário público do Poder Executivo municipal, que exerce seu cargo em função de uma legislatura (mandato), sendo para tanto eleito a cada quatro anos, podendo ser reeleito por mais 4 anos (segundo mandato).
Funções
O poder executivo municipal chefia a administração e comanda os serviços públicos, tendo como comandante o prefeito.
A partir da constituição brasileira de 1934, o cargo de prefeito passou a ser o único, em todo o Brasil, ao qual estão atribuídas as funções de chefe do poder executivo do governo local, em simetria aos chefes dos executivos da União e do estado, portanto, em forma monocrática. Este texto quer dizer que deverá haver harmonia e integração de ação entre as esferas envolvidas sem a intervenção de uma na outra, exceto nos casos previstos na Constituição Federal.
Eleições
O prefeito é eleito por sufrágio universal, secreto, direto, em pleito simultâneo em todo o País, realizado a cada quatro anos, no primeiro domingo de outubro.
E trinta dias após tem lugar o segundo turno, se o eleito em primeiro lugar não atingir 50% dos votos válidos mais um voto, no caso de municípios com mais de duzentos mil eleitores.
Conforme a legislação eleitoral atual no Brasil para tornar-se elegível, exige-se uma série de requisitos;
- Possuir nacionalidade brasileira ou portuguesa (neste caso, o cidadão português deve se encontrar amparado pelo Estatuto de Igualdade entre Portugueses e Brasileiros),
- Título de eleitor em dia e estar em gozo pleno do exercício dos direitos políticos,
- Domicilio eleitoral na circunscrição na qual o candidato se apresenta,
- Filiação partidária,
- Ser alfabetizado (tópico invalidado pela atual constituição brasileira de 1988),
- Desincompatibilização de cargo público — Se ocupa um cargo público deve sair seis meses antes das eleições e voltar caso possa só após seis meses ao pleito eleitoral,
- Renúncia de outro mandado até seis meses antes do pleito e não ser parente afim ou consangüíneo, até segundo grau, ou cônjuge de titular de cargo eletivo; pode, entretanto, ser candidato à reeleição (artigo 14 da Constituição),
- Ter idade mínima de 21 anos.

| Nº | Prefeito                      | Partido | Vice-prefeito                     | Início do mandato       | Fim do mandato         | Observações                             |
| 1  | José Buzzi                    |         |                                   | 7 de abril de 1963      | 27 de outubro de 1963  |                                         |
| 2  | Arlindo Ferrari               |         |                                   | 28 de outubro de 1963   | 25 de novembro de 1963 |                                         |
| 3  | Leandro Possamai              |         |                                   | 25 de novembro de 1963  | 14 de junho de 1965    |                                         |
| 4  | Antônio Dalfovo               |         |                                   | 15 de junho de 1965     | 9 de maio de 1965      |                                         |
| 5  | Amaro Medeiros de Vasconcelos |         |                                   | 10 de maio de 1966      | 30 de dezembro de 1966 |                                         |
| 6  | Aleandro Bastião Dalfovo      |         |                                   | 31 de dezembro de 1966  | 30 de janeiro de 1969  | Prefeito eleito em sufrágio universal   |
| 7  | Gelindo Testoni               |         | Aleixo Tomelin                    | 31 de janeiro de 1969   | 30 de janeiro de 1973  | Prefeito eleito em sufrágio universal   |
| 8  | Eugênio Poffo                 | ARENA   | José Buzzi                        | 31 de janeiro de 1973   | 30 de dezembro de 1977 | Prefeito eleito em sufrágio universal   |
| 9  | Leandro Possamai              |         | Aleandro Bastião Dalfovo          | 1º de janeiro de 1977   | 31 de dezembro de 1983 | Prefeito eleito em sufrágio universal   |
| 10 | Antônio Heitor Fistarol       | PMDB    | Vitor Pisa (PMDB)                 | 1º de fevereiro de 1983 | 31 de dezembro de 1988 | Prefeito eleito em sufrágio universal   |
| 11 | Pedro Moser                   | PDT     | Vitor Possamai (PDT)              | 1º de janeiro de 1989   | 31 de dezembro de 1992 | Prefeito eleito em sufrágio universal   |
| 12 | Aires Rogério Dalfovo         | PFL     | Leandro Possamai (PDS)            | 1º de janeiro de 1993   | 31 de dezembro de 1996 | Prefeito eleito em sufrágio universal   |
| 13 | Antônio Heitor Fistarol       | PMDB    | Milton Pascoal Poffo (PMDB)       | 1º de janeiro de 1997   | 31 de dezembro de 2000 | Prefeito eleito em sufrágio universal   |
| 14 | Aleandro Bastião Dalfovo      | PFL     | Silvino Stedile (PPB)             | 1º de janeiro de 2001   | 31 de dezembro de 2004 | Prefeito eleito em sufrágio universal   |
| 15 | Pedro Moser                   | PDT     | Maria Noriller Fistarol (PDT)     | 1º de janeiro de 2005   | 31 de dezembro de 2008 | Prefeito eleito em sufrágio universal   |
| 16 | Moacir Polidoro               | DEM     | Aires Rogério Dalfovo (DEM)/(PSD) | 1º de janeiro de 2009   | 31 de dezembro de 2012 | Prefeito eleito em sufrágio universal   |
| 16 | Moacir Polidoro               | PSD     | Aires Rogério Dalfovo (DEM)/(PSD) | 1º de janeiro de 2013   | 31 de dezembro de 2016 | Prefeito reeleito em sufrágio universal |
| 17 | Lairton Possamai              | PMDB    | José Coradini (PSDB)              | 1º de janeiro de 2017   | 31 de dezembro de 2020 | Prefeito eleito em sufrágio universal   |
| 18 | Arão Josino da Silva          | PSD     | Soires Trentini (PSD)             | 1º de janeiro de 2021   | 31 de dezembro de 2024 | Prefeito eleito em sufrágio universal   |
| 18 | Arão Josino da Silva          | NOVO    | Soires Trentini (PSD)             | 1° de janeiro de 2025   | Atualidade             | Prefeito reeleito em sufrágio universal |